# Capão do Tigre
Capão do Tigre é um distrito do município de Bom Jesus, no Rio Grande do Sul . O distrito possui  cerca de 600 habitantes e está situado na região leste do município .